# Обезьяна (рассказ)
«Обезьяна» (англ. The Monkey) — рассказ американского писателя Стивена Кинга, впервые опубликованный в журнале «Gallery» в 1980 году. В 1982 году был номинирован на Британскую премию фэнтези за лучший рассказ. В 1985 году рассказ в переработанном виде вошёл в состав сборника «Команда скелетов».

## Сюжет
Питер и Деннис Шелберны (два маленьких брата) находят на чердаке дома своего двоюродного дедушки игрушечную заводную обезьяну с тарелками. До этого их отец, Хэл Шелберн, обнаружил эту обезьяну в антикварном сундуке, принадлежавшем его отцу (отец Хэла был моряком торгового флота, который исчез при загадочных обстоятельствах и Хэл подозревает, что к исчезновению его отца привела обезьяна). В обезьяну вселился злой дух, и всякий раз, когда она играет в свои механические тарелки, умирает кто-то из близких Хэла.
Действие рассказа иногда перемещается в детство Хэла, когда он беспомощно наблюдал, как обезьяна применяла свои смертоносные чары к его семье и убила их всех, пока однажды Хэл не выбросил её в старый колодец в доме своего дяди.
Затем действие рассказа снова перемещается в настоящее время, где Хэл и его сын Пит кладут обезьяну в сумку с камнями и бросают её в Кристальное озеро, надеясь, что она больше никогда никого не убьёт.
Рассказ заканчивается отрывком из газетной статьи, в которой сообщается о загадочной гибели рыб в Кристальном озере.

## Адаптации

### Экранизация 1984 года
В 1984 году рассказ был экранизирован под названием «Дар дьявола».

### Экранизация 2025 года
Главную роль в фильме 2025 года исполнил Тео Джеймс, продюсерами выступили Джеймс Ван и Майкл Клир, а режиссёром фильма стал Оз Перкинс.